# Campionati mondiali di tiro 1928
I campionati mondiali di tiro 1928 furono la venticinquesima edizione dei campionati mondiali di questo sport e si disputarono a L'Aia. La nazione che ricevette il maggior numero di medaglie fu la Svizzera.

## Risultati

### Uomini

#### Carabina
| Evento                     | Oro                                                                                 | Oro       | Argento                                                                          | Argento   | Bronzo                                                                                | Bronzo    |
| Evento                     | Atleta                                                                              | Risultato | Atleta                                                                           | Risultato | Atleta                                                                                | Risultato |
| 300m 3 posizioni           | Olle Ericsson                                                                       | 1093      | Jakob Reich                                                                      | 1092      | Josias Hartmann                                                                       | 1091      |
| 300m a terra               | Mauritz Eriksson                                                                    | 388       | Olle Ericsson                                                                    | 384       | Reidar Musli                                                                          | 383       |
| 300m in ginocchio          | Karl Zimmermann                                                                     | 374       | Josias Hartmann                                                                  | 370       | Olle Ericsson                                                                         | 368       |
| 300m in piedi              | Jakob Reich                                                                         | 347       | Einari Oksa                                                                      | 344       | Olle Ericsson                                                                         | 341       |
| 300m 3 posizioni a squadre | Svizzera Josias Hartmann Walter Lienhard Jakob Reich Giuseppe Pelli Karl Zimmermann | 5391      | Svezia Olle Ericsson Mauritz Eriksson Gustaf Andersson Eerik Ohlsson Ivar Wester | 5339      | Stati Uniti William Bruce Marcus Dinwiddie Sidney Hinds Russell Seitzinger Paul Woods | 5339      |

#### Carabina militare
| Evento            | Oro                      | Oro       | Argento          | Argento   | Bronzo           | Bronzo    |
| Evento            | Atleta                   | Risultato | Atleta           | Risultato | Atleta           | Risultato |
| 300m 3 posizioni  | Walter Lienhard          | 505       | Mauritz Eriksson | 497       | Karl Zimmermann  | 489       |
| 300m a terra      | Julio Castro del Rosario | 176       | Fréminet         | 175       | Mauritz Eriksson | 174       |
| 300m in ginocchio | Ernst Tellebach          | 177       | Ugo Cantelli     | 174       | Walter Lienhard  | 171       |
| 300m in piedi     | Walter Lienhard          | 161       | Mauritz Eriksson | 159       | Karl Zimmermann  | 158       |

#### Pistola
| Evento        | Oro                                                                               | Oro       | Argento                                                                                             | Argento   | Bronzo                                                                               | Bronzo    |
| Evento        | Atleta                                                                            | Risultato | Atleta                                                                                              | Risultato | Atleta                                                                               | Risultato |
| 50m           | Wilhelm Schnyder                                                                  | 530       | Charles des Jamonières                                                                              | 527       | Fritz Zulauf                                                                         | 526       |
| 50m a squadre | Svizzera Jakob Fisher Robert Blum August Wiederkehr Fritz Zulauf Wilhelm Schnyder | 2581      | Spagna Cipriani Romero José Bento Lopez Luis Calvet Sandoz Julio Castro del Rosario Garcia Martinez | 2509      | Francia André de Castelbajac André des Jamonnieres Dorian Keller R. Pecchia G. Regis | 2495      |

## Medagliere
Nazione ospitante
| Posiz. | Nazione     | Oro | Argento | Bronzo | Totale |
| ------ | ----------- | --- | ------- | ------ | ------ |
| 1      | Svizzera    | 8   | 2       | 5      | 15     |
| 2      | Svezia      | 2   | 4       | 3      | 9      |
| 3      | Spagna      | 1   | 1       | 0      | 2      |
| 4      | Francia     | 0   | 2       | 1      | 3      |
| 5      | Finlandia   | 0   | 1       | 0      | 1      |
| 5      | Italia      | 0   | 1       | 0      | 1      |
| 7      | Stati Uniti | 0   | 0       | 1      | 1      |
| 7      | Norvegia    | 0   | 0       | 1      | 1      |